# هادن إدواردز
هادن إدواردز هو سياسي أمريكي، ولد في 12 أغسطس 1771 في مقاطعة ستافورد في الولايات المتحدة، وتوفي في 14 أغسطس 1849.